# Катастрофа L-410 под Нельканом
Катастрофа L-410 под Нельканом — авиационная катастрофа, произошедшая в среду 15 ноября 2017 года. Авиалайнер Let L-410UVP-E20 авиакомпании «Хабаровские авиалинии» выполнял внутренний рейс RNI463 по маршруту Хабаровск—Чумикан—Нелькан, но при заходе на посадку в пункте назначения рухнул в лес в 1,2 км от аэропорта Нелькана. Из находившихся на его борту 7 человек (5 пассажиров и 2 члена экипажа) выжил 1.

## Самолёт
Let L-410UVP-E20 (регистрационный номер RA-67047, заводской 153010, серийный 30-10) был выпущен чешским заводом «Let» 15 декабря 2015 года, на период испытаний носил бортовой номер OK-JPF. 3 февраля 2016 года был передан авиакомпании «Хабаровские авиалинии». Оснащён двумя турбовинтовыми двигателями General Electric H80-200. На день катастрофы совершил 1071 цикл «взлёт-посадка» и налетал 1693 часа.

## Экипаж и пассажиры
Всего на борту самолёта находились 7 человек — 2 пилота и 5 пассажиров (в том числе один ребёнок, ставший единственным выжившим в катастрофе).
- Командир воздушного судна (КВС) — 42-летний Игорь Леонидович Шумаков. Родился 21 октября 1975 года. Очень опытный пилот, управлял самолётами Ан-24, Ан-26 и Ан-30 (все в должности второго пилота). Налетал 12 076 часов, 1243 из них на Let L-410[8].
- Второй пилот — 30-летний Александр Александрович Зуев. Родился 12 июня 1987 года. Опытный пилот, также управлял самолётами Ан-24, Ан-26 и Ан-30. Налетал 1220 часов, 837 из них на Let L-410[9].

## Хронология событий
При проведении предполётной подготовки выяснилось, что аэропорт Николаевска-на-Амуре закрыт в связи с очисткой ВПП. В итоге было принято решение об изменении маршрута рейса RNI463 с Хабаровск—Николаевск-на-Амуре—Нелькан на Хабаровск—Чумикан—Нелькан. В 09:33 рейс 463 вылетел из Хабаровска.
За 50 минут до подлёта к аэропорту Чумикана пилоты, оценив остаток топлива, передали авиадиспетчеру решение совершить полёт прямо до Нелькана без промежуточной посадки в Чумикане и получили разрешение.
При заходе на посадку в Нелькане, на высоте 150 метров, самолёт начал развивать крен и терять высоту, снижаясь ниже глиссады. Причиной этого стало самопроизвольное включение «бета-режима» правого двигателя (установка лопастей винта в положение реверса), что вызвало асимметрию тяги и разворот самолёта вправо с креном. Пилоты распознали проблему и пытались её решить, но безуспешно.
На высоте около 100 метров сработал сигнал GPWS о приближении к сваливанию. Судя по показанием бортовых самописцев, перед столкновением с землёй лайнер выполнил бочку.
В 13:09 рейс RNI463 рухнул в лес в 1,2 км от аэропорта Нелькана и полностью разрушился.
В ходе спасательной операции была найдена одна выжившая пассажирка — 3-летняя Жасмина Леонтьева, которая летела в Нелькан к бабушке без родителей, но в сопровождении одного из пассажиров. Остальные 6 человек (оба пилота и 4 пассажира) погибли.

## Мародёрство
После катастрофы местный житель (из села Нелькан) забрался в кабину экипажа разбившегося самолёта во время спасательной операции и украл имущество одного из пилотов: два планшетных компьютера общей стоимостью более 50 000 рублей. Подозреваемый попытался продать их.
Ему было предъявлено обвинение по статье 158 УК РФ (кража с причинением значительного ущерба). Дело было передано в Аяно-Майский районный суд.

## Реакция
День 16 ноября 2017 года был объявлен днём траура в Хабаровском крае.

## Расследование
Расследование причин катастрофы рейса RNI463 проводил Межгосударственный авиационный комитет (МАК). Следственный комитет РФ объявил о возбуждении уголовного дела по статье 263 УК РФ (нарушение правил безопасности движения и эксплуатации воздушного транспорта, повлекшее по неосторожности смерть двух или более лиц).
После извлечения и расшифровки бортовых самописцев причиной катастрофы была названа техническая неисправность двигателя № 2 (правого).
В окончательном отчёте расследования МАК, опубликованном 18 июня 2019 года, указано о перестановке лопастей винта двигателя № 2, которая вызвала крен и падение самолёта на землю.

## Память
- Двум самолётам Let L-410 «Хабаровских авиалиний» были присвоены имена погибших пилотов рейса 463[29][30].
- Пилоты разбившегося рейса 463 (КВС Игорь Шумаков и второй пилот Александр Зуев) были посмертно награждены орденом Мужества за отвагу и решительность, проявленную в экстремальных условиях[31][32][33][34].

### Комментарии
1. ↑  Здесь и далее указано владивостокское время (UTC+10). В отчёте МАК используется всемирное координированное время (UTC)